# Príncipe Mochihito
Príncipe Mochihito (以仁王, , Mochihito-ō, morto em julho de 1180), também conhecido como o irmão do Imperador Takakura, e como Minamoto Mochimitsu , era filho do Imperador Go-Shirakawa. Mochihito é conhecido por seu papel no início das Guerras Genpei.

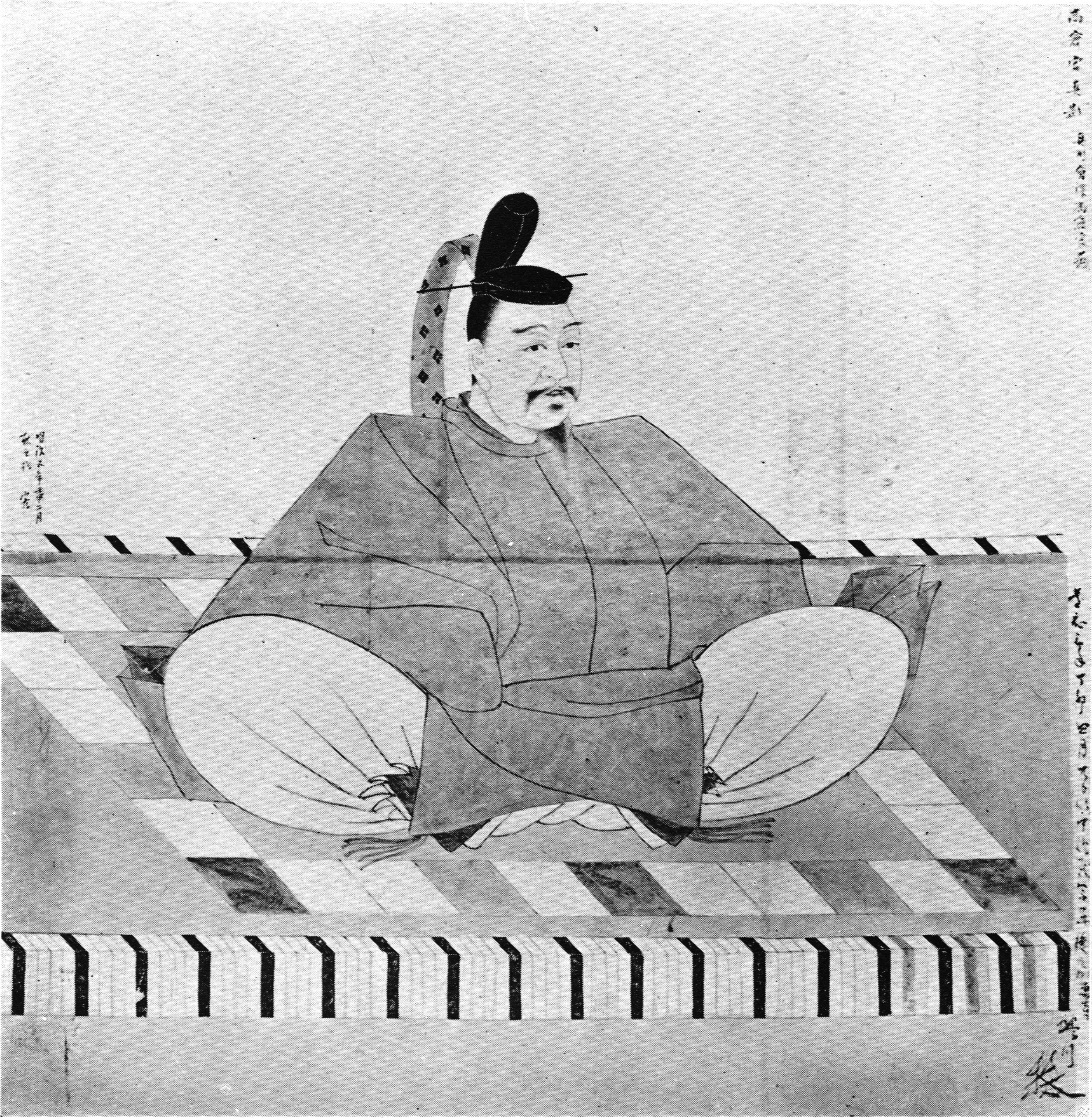
Prince Mochihito

Acreditando que Taira no Kiyomori, ao entronar o Príncipe Tokuhito (seu neto e futuro Imperador Antoku), lhe havia tomado o trono (que antes pertencia ao seu irmão, Imperador Takakura, que renunciou em 1180), e que Kiyomori estava causando sofrimento, saqueando túmulos e destruindo a lei budista, Mochihito apoiou o Clã Minamoto em seu conflito contra o Clã Taira. Ao mesmo tempo, Minamoto no Yorimasa liderou o Clã Minamoto  em apoiar Mochihito para o Trono Imperial. Em maio de 1180, Yorimasa enviou uma conclamação aos líderes Minamoto, e aos mosteiros (Enryaku-ji, Mii-dera e outros) pedindo ajuda contra os Taira, em nome do príncipe Mochihito.
Sabendo disto, Kiyomori enviou homens para raptar Mochihito, e que se retiraram para Mii-dera, ao pé do Monte Hiei, mas descobriu através dos shoei de Mii-dera, que por várias razões políticas, não poderia contar com o apoio dos outros mosteiros. Assim, partiu mais uma vez, com uma pequena força Minamoto, do outro lado do rio Uji, na Entrada da Fênix do Templo Byodo-in. Lá, eles foram encurralados pelas forças Taira, dando origem à Batalha de Uji. A ponte era o local onde se travou a maior parte da luta, os Minamoto procuravam impedir os Taira de atravessar, mas por fim os Minamoto foram obrigados a se proteger no Templo Byodo-in, onde Yorimasa cometeu seppuku. Mochihito fugiu para Nara, mas foi capturado no caminho e morto logo depois.